# NBAシーズンスティール王

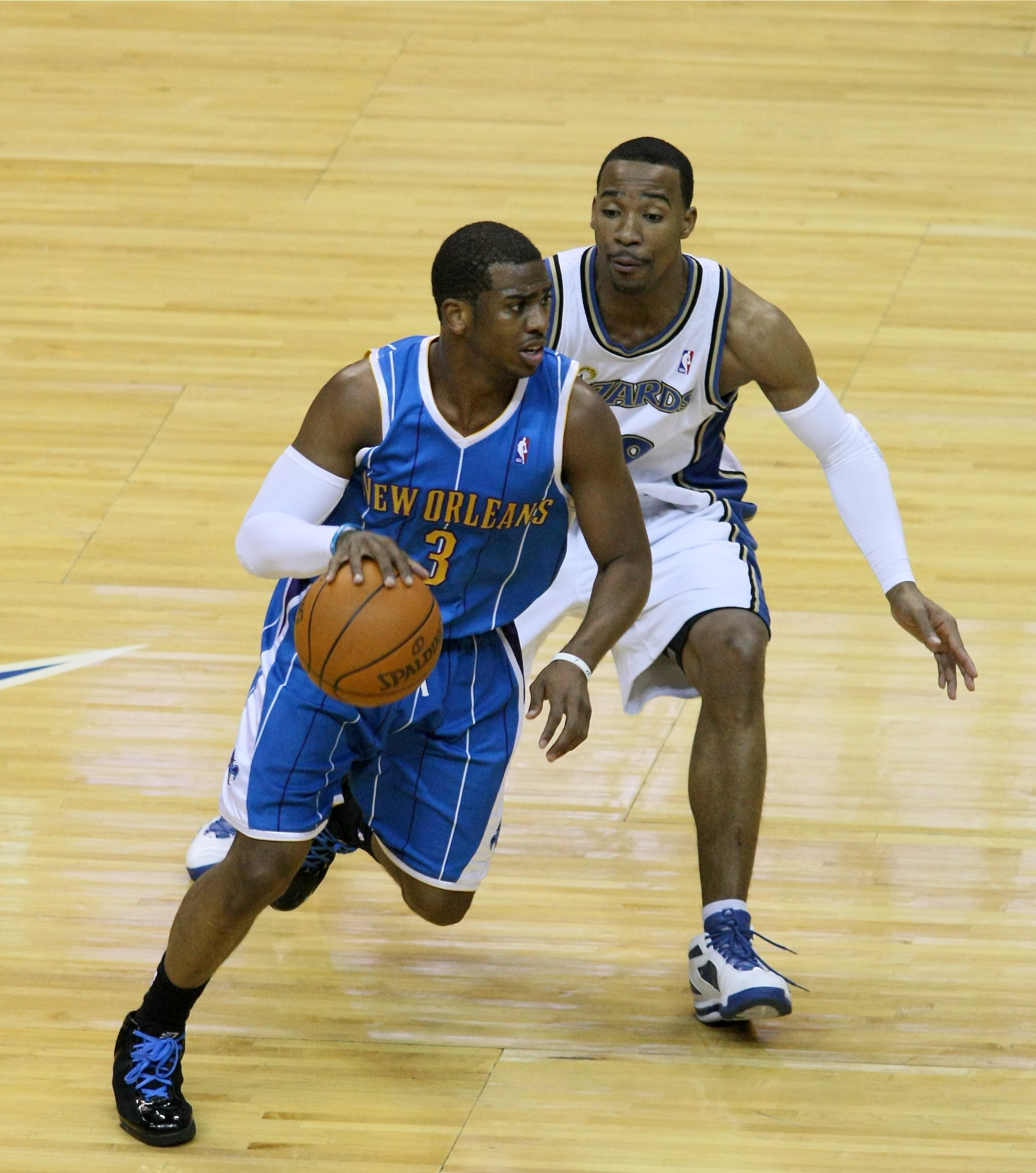
クリス・ポールは史上最多の6度受賞

NBAシーズンスティール王は、レギュラーシーズンで1試合平均のスティール数の最も高いプレーヤーに贈られるタイトルである。バスケットボールに於いてスティールとは、相手からボールを奪うディフェンスプレーの一つである。1973–74シーズンから始まった。タイトル獲得には82試合中70試合以上に出場しているか、125スティール以上を記録している必要がある。

## 概要
アルヴィン・ロバートソンがNBA記録のシーズン301スティール（平均3.67スティール）を1985-86シーズンに達成している。
タイトル獲得回数はクリス・ポールが6回で最多。マイケル・レイ・リチャードソン、ロバートソン、マイケル・ジョーダン、アレン・アイバーソンが3回、マジック・ジョンソン、ジョン・ストックトン、ムーキー・ブレイロック、バロン・デイビス、ジョン・ストックトンが2回で続く。連続記録はポールの4回が最高である。
MVPとスティール王を同時受賞したのは、ジョーダン（1988年）、アイバーソン（2001年）、ステフィン・カリー（2016年）の3人である。
平均3.0スティール以上の記録は1990-91シーズンのアルヴィン・ロバートソンを最後に出ていなかったが、2024-25シーズンにダイソン・ダニエルズが約34年ぶりに平均3.0スティールを記録した。

## 歴代受賞者

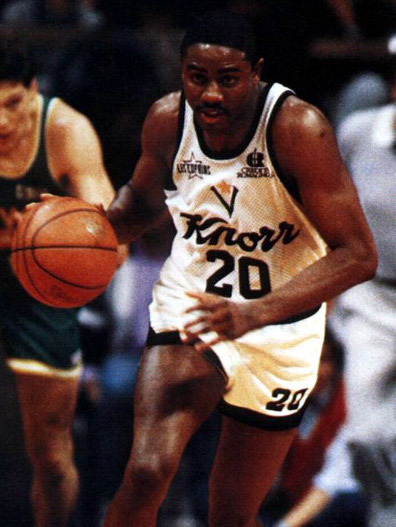
マイケル・レイ・リチャードソン (3度受賞)

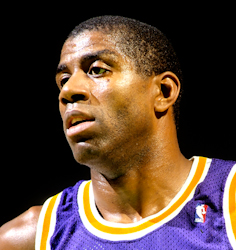
マジック・ジョンソン (2度受賞)

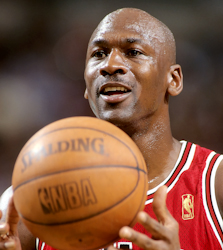
マイケル・ジョーダン (3度受賞)

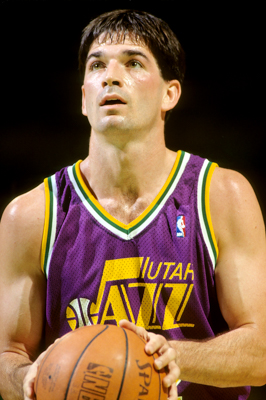
ジョン・ストックトン (2度受賞)

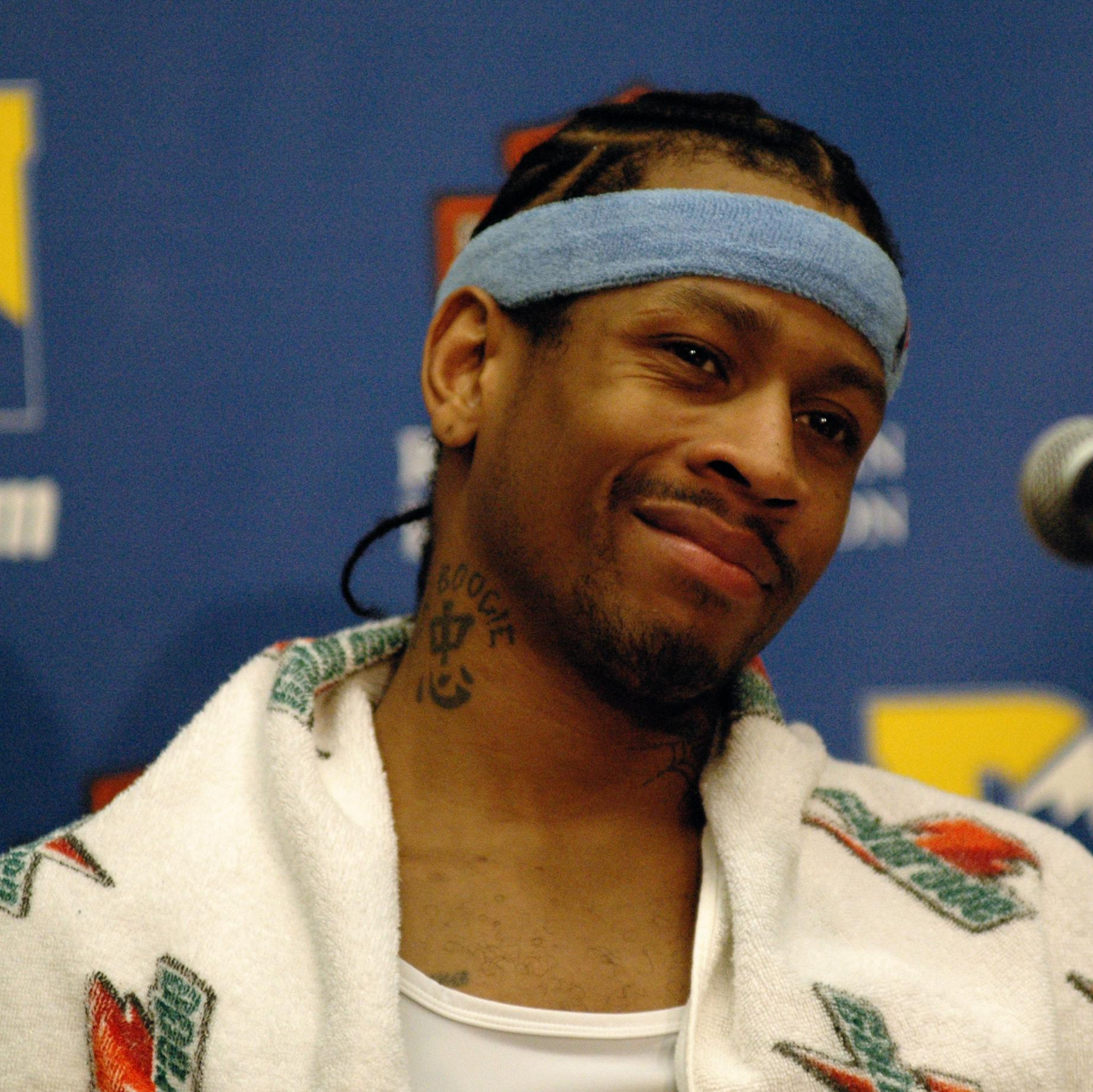
アレン・アイバーソン (3度受賞)

| *    | 殿堂入り |
| ^    | 現役選手 |
| 太字 | NBA記録  |

| Season  | Player                             | Pos. | Team                                                      | SPG  |
| ------- | ---------------------------------- | ---- | --------------------------------------------------------- | ---- |
| 1973–74 | ラリー・スティール                 | G/F  | ポートランド・トレイルブレイザーズ                        | 2.68 |
| 1974–75 | リック・バリー*                    | F    | ゴールデンステート・ウォリアーズ                          | 2.85 |
| 1975–76 | スリック・ワッツ                   | G    | シアトル・スーパーソニックス                              | 3.18 |
| 1976–77 | ドン・ブージー                     | G    | インディアナ・ペイサーズ                                  | 3.47 |
| 1977–78 | ロン・リー                         | G    | フェニックス・サンズ                                      | 2.74 |
| 1978–79 | M・L・カー                         | G    | デトロイト・ピストンズ                                    | 2.46 |
| 1979–80 | マイケル・レイ・リチャードソン     | G/F  | ニューヨーク・ニックス                                    | 3.23 |
| 1980–81 | マジック・ジョンソン*              | G/F  | ロサンゼルス・レイカーズ                                  | 3.43 |
| 1981–82 | マジック・ジョンソン* (2)          | G/F  | ロサンゼルス・レイカーズ                                  | 2.67 |
| 1982–83 | マイケル・レイ・リチャードソン (2) | G/F  | ゴールデンステート・ウォリアーズ ニュージャージー・ネッツ | 2.84 |
| 1983–84 | リッキー・グリーン                 | G    | ユタ・ジャズ                                              | 2.65 |
| 1984–85 | マイケル・レイ・リチャードソン (3) | G/F  | ニュージャージー・ネッツ                                  | 2.96 |
| 1985–86 | アルヴィン・ロバートソン           | G    | サンアントニオ・スパーズ                                  | 3.67 |
| 1986–87 | アルヴィン・ロバートソン (2)       | G    | サンアントニオ・スパーズ                                  | 3.21 |
| 1987–88 | マイケル・ジョーダン*              | G    | シカゴ・ブルズ                                            | 3.16 |
| 1988–89 | ジョン・ストックトン*              | G    | ユタ・ジャズ                                              | 3.21 |
| 1989–90 | マイケル・ジョーダン* (2)          | G    | シカゴ・ブルズ                                            | 2.77 |
| 1990–91 | アルヴィン・ロバートソン (3)       | G    | ミルウォーキー・バックス                                  | 3.04 |
| 1991–92 | ジョン・ストックトン* (2)          | G    | ユタ・ジャズ                                              | 2.98 |
| 1992–93 | マイケル・ジョーダン* (3)          | G    | シカゴ・ブルズ                                            | 2.83 |
| 1993–94 | ネイト・マクミラン                 | G/F  | シアトル・スーパーソニックス                              | 2.96 |
| 1994–95 | スコッティ・ピッペン*              | F    | シカゴ・ブルズ                                            | 2.94 |
| 1995–96 | ゲイリー・ペイトン*                | G    | シアトル・スーパーソニックス                              | 2.85 |
| 1996–97 | ムーキー・ブレイロック             | G    | アトランタ・ホークス                                      | 2.72 |
| 1997–98 | ムーキー・ブレイロック (2)         | G    | アトランタ・ホークス                                      | 2.61 |
| 1998–99 | ケンドール・ギル                   | G    | ニュージャージー・ネッツ                                  | 2.68 |
| 1999–00 | エディー・ジョーンズ               | G/F  | シャーロット・ホーネッツ                                  | 2.67 |
| 2000–01 | アレン・アイバーソン*              | G    | フィラデルフィア・76ers                                   | 2.51 |
| 2001–02 | アレン・アイバーソン* (2)          | G    | フィラデルフィア・76ers                                   | 2.80 |
| 2002–03 | アレン・アイバーソン* (3)          | G    | フィラデルフィア・76ers                                   | 2.74 |
| 2003–04 | バロン・デイビス                   | G    | ニューオーリンズ・ホーネッツ                              | 2.36 |
| 2004–05 | ラリー・ヒューズ                   | G    | ワシントン・ウィザーズ                                    | 2.89 |
| 2005–06 | ジェラルド・ウォレス               | F    | シャーロット・ボブキャッツ                                | 2.51 |
| 2006–07 | バロン・デイビス (2)               | G    | ゴールデンステート・ウォリアーズ                          | 2.14 |
| 2007–08 | クリス・ポール^                    | G    | ニューオーリンズ・ホーネッツ                              | 2.71 |
| 2008–09 | クリス・ポール^ (2)                | G    | ニューオーリンズ・ホーネッツ                              | 2.77 |
| 2009–10 | レイジョン・ロンド                 | G    | ボストン・セルティックス                                  | 2.33 |
| 2010–11 | クリス・ポール^ (3)                | G    | ニューオーリンズ・ホーネッツ                              | 2.35 |
| 2011–12 | クリス・ポール^ (4)                | G    | ロサンゼルス・クリッパーズ                                | 2.53 |
| 2012–13 | クリス・ポール^ (5)                | G    | ロサンゼルス・クリッパーズ                                | 2.41 |
| 2013–14 | クリス・ポール^ (6)                | G    | ロサンゼルス・クリッパーズ                                | 2.48 |
| 2014–15 | カワイ・レナード^                  | F    | サンアントニオ・スパーズ                                  | 2.31 |
| 2015–16 | ステフィン・カリー^                | G    | ゴールデンステート・ウォリアーズ                          | 2.14 |
| 2016–17 | ドレイモンド・グリーン^            | F    | ゴールデンステート・ウォリアーズ                          | 2.03 |
| 2017–18 | ビクター・オラディポ^              | G    | インディアナ・ペイサーズ                                  | 2.36 |
| 2018–19 | ポール・ジョージ^                  | F    | オクラホマシティ・サンダー                                | 2.21 |
| 2019–20 | ベン・シモンズ^                    | G    | フィラデルフィア・76ers                                   | 2.09 |
| 2020–21 | ジミー・バトラー^                  | F    | マイアミ・ヒート                                          | 2.08 |
| 2021–22 | デジャンテ・マレー^                | G    | サンアントニオ・スパーズ                                  | 2.03 |
| 2022–23 | OG・アヌノビー^                    | F    | トロント・ラプターズ                                      | 1.91 |
| 2023–24 | ディアロン・フォックス^            | G    | サクラメント・キングス                                    | 2.03 |
| 2024–25 | ダイソン・ダニエルズ^              | G    | アトランタ・ホークス                                      | 3.01 |

## 最多受賞者
| # | Player                         | Times | Years                 |
| - | ------------------------------ | ----- | --------------------- |
| 1 | クリス・ポール^                | 6     | 2008, 2009, 2011-2014 |
| 2 | マイケル・レイ・リチャードソン | 3     | 1980, 1983, 1985      |
| 2 | アルヴィン・ロバートソン       | 3     | 1986, 1987, 1991      |
| 2 | マイケル・ジョーダン*          | 3     | 1988, 1990, 1993      |
| 2 | アレン・アイバーソン*          | 3     | 2001-2003             |
| 6 | マジック・ジョンソン*          | 2     | 1981, 1982            |
| 6 | ジョン・ストックトン*          | 2     | 1989, 1992            |
| 6 | ムーキー・ブレイロック         | 2     | 1997, 1998            |
| 6 | バロン・デイビス               | 2     | 2004, 2007            |